# Pedro Arahuetes
Pedro Cipriano Frutos Arahuetes García (Segovia, 1958) es un abogado y político español que ha desarrollado toda su carrera política en la ciudad de Segovia, de la que fue alcalde en las listas del PSOE entre 2003 y 2014.
Pedro Arahuetes nació en Segovia el 25 de octubre de 1958. Estudió Derecho en el Colegio Universitario de Segovia y luego en Madrid, en la Universidad Complutense, licenciándose en 1982 y doctorándose en 1984. Tras licenciarse se dedicó al ejercicio libre de la profesión de abogado, primero en Madrid y, desde 1989, en su ciudad natal. Fue miembro de la junta de gobierno del Colegio de Abogados de Segovia entre 1994 y 1998, y asesor jurídico del Sindicato de Auxiliares de Enfermería de Segovia entre 2001 y 2003. En 1997 se presentó a decano del Colegio de Abogados, sin éxito.
En noviembre de 2002 el PSOE anunció que Arahuetes, que no estaba afiliado al partido, sería su cabeza de lista en las elecciones municipales del año siguiente. Sustituía a Ángel García Cantalejo, líder socialista local que había sido el único candidato en las primarias para ser candidato socialista a la alcaldía, pero que renunció posteriormente. García Cantalejo apuntó que una de las razones de la retirada eran los malos resultados que le atribuían las encuestas. Según García Cantalejo, con Arahuetes aspiraban a obtener la mayoría absoluta.
La lista encabezada por Arahuetes consiguió un buen resultado, pasando de los siete concejales que había obtenido en 1999 a once (el mejor resultado del PSOE en las municipales hasta entonces). Aunque el Partido Popular había obtenido uno más, doce, un pacto de gobierno con Izquierda Unida, que tenía dos concejales, permitió a Arahuetes convertirse en el segundo alcalde socialista de Segovia tras la reinstauración de la democracia en España. Cuatro años después, en las elecciones de 2007, no necesitó de pactos puesto que obtuvo la mayoría absoluta. En las elecciones de 2011 perdió de nuevo la mayoría absoluta al verse sobrepasado por poco más de cien votos por el Partido Popular. Ambos partidos obtuvieron doce concejales, dependiendo la alcaldía de la actitud del tercer partido del consistorio, Izquierda Unida, que entró de nuevo en el ayuntamiento, con un concejal. Finalmente, el PSOE e Izquierda Unida alcanzaron un pacto para facilitar la alcaldía a Arahuetes, aunque IU no se integró en el equipo de gobierno.
El 11 de febrero de 2014 informó en rueda de prensa que renunciaría a la alcaldía, por motivos personales, el 31 de marzo de 2014, sustituyéndole la que es la primera alcaldesa de Segovia, Clara Luquero, del PSOE.
Pedro Arahuetes está casado y es padre de tres hijos.